# Масатлан (аэропорт)
Международный аэропорт Масатлан (исп. Aeropuerto Internacional General Rafael Buelna или исп. Aeropuerto Internacional de Mazatlán) — международный аэропорт близ города Масатлан, Мексика.

## Центр контроля
На базе аэропорта работает центр контроля воздушного пространства (исп. Centro Mazatlán), один из 4х в стране. Обеспечивает северо-запад страны.

## Название
Аэропорт назван в честь Рафаэля Буэлно (es:Rafael Buelna Tenorio), военного деятеля времен Мексиканской революции.